# Basilika Notre-Dame-de-Bon-Secours (Saint-Avold)

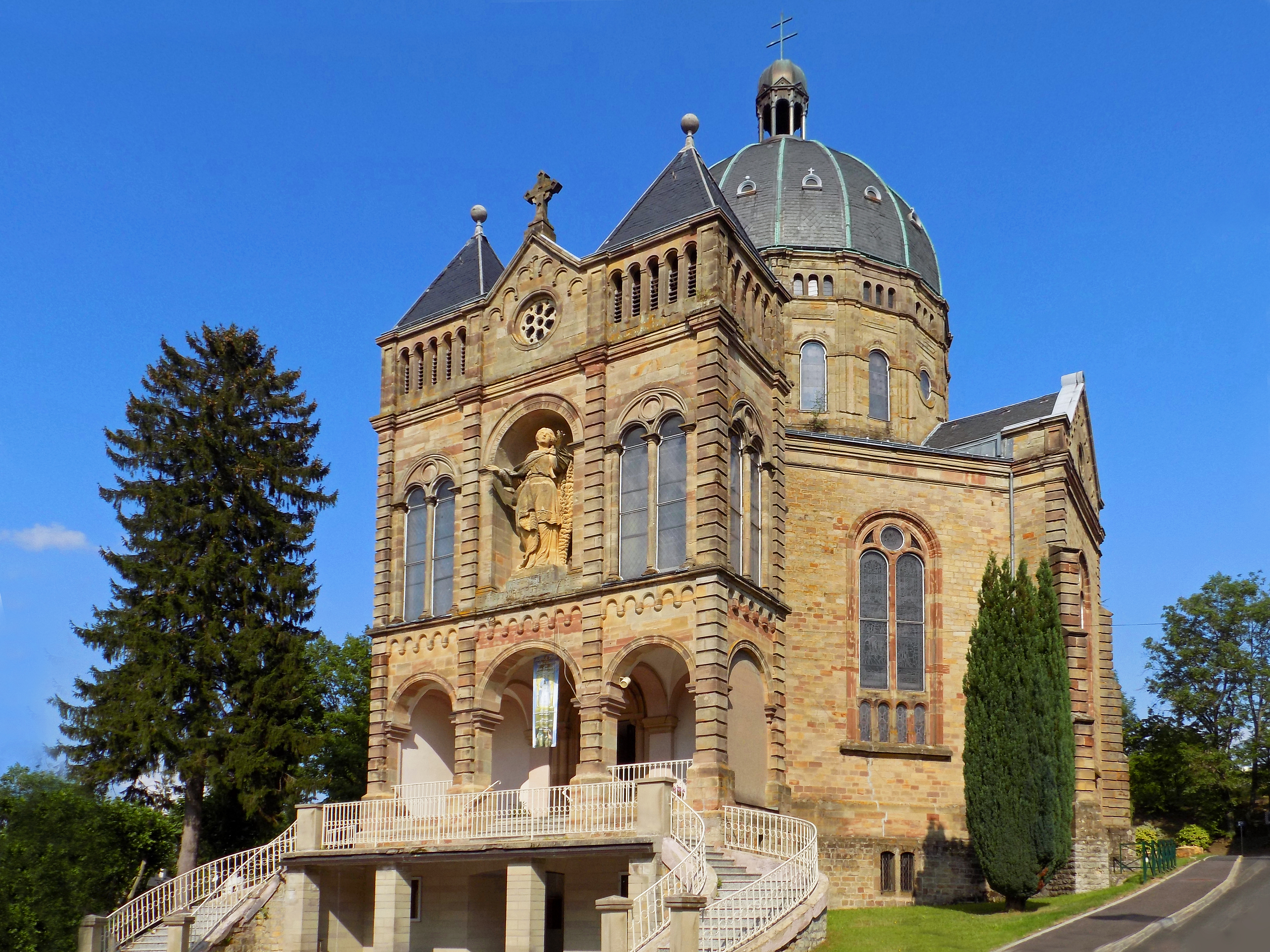
Fassade der Basilika

Notre-Dame-de-Bonsecours ist eine römisch-katholische Wallfahrtskirche in Saint-Avold im Département Moselle, Frankreich. Die Maria-Hilf-Kirche gehört zum Bistum Metz und hat den Rang einer Basilica minor.

## Geschichte

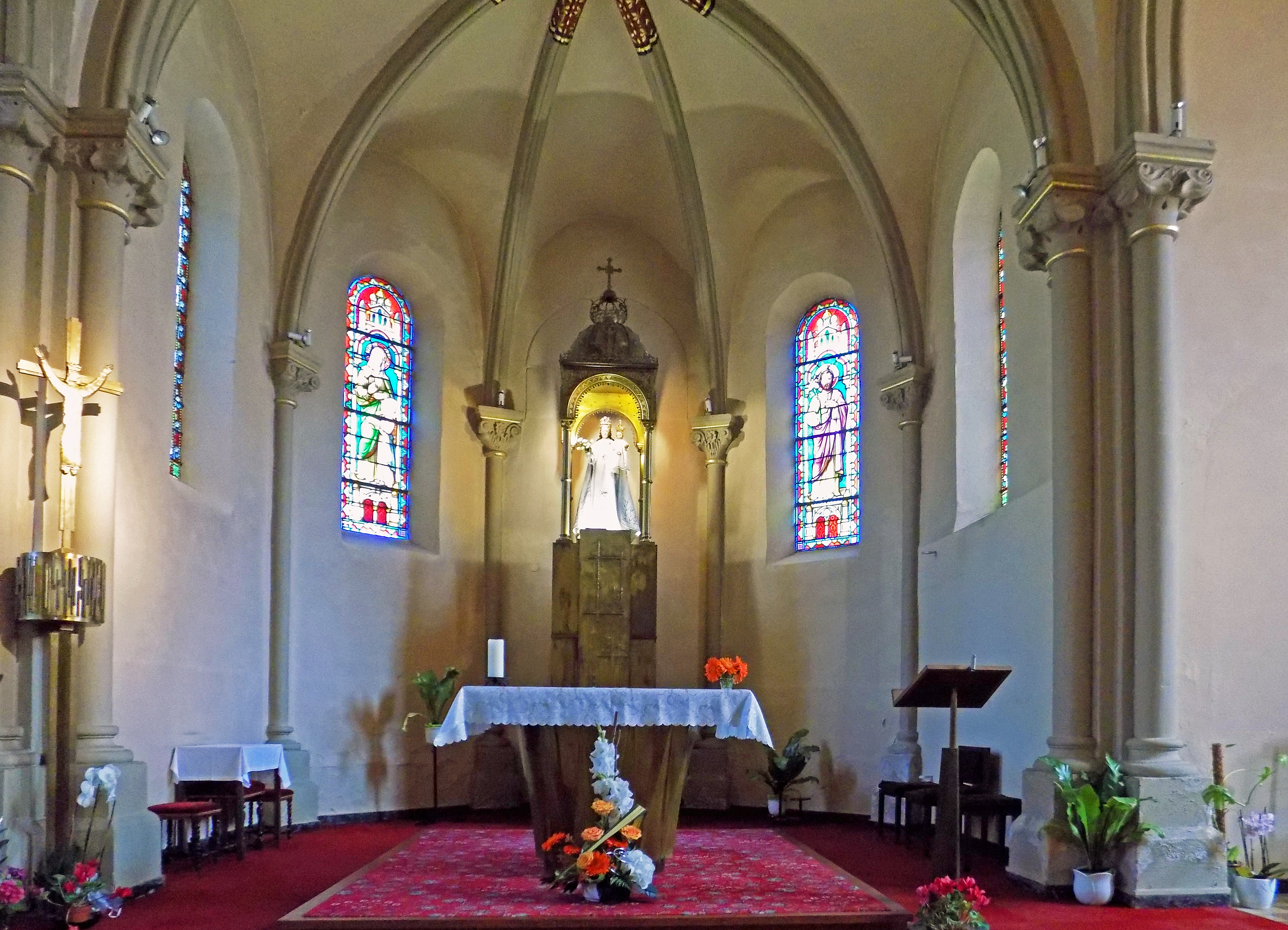
Altarbereich

Im 16. Jahrhundert wurde an der Straße nach Walmen durch Mönche der Benediktinerabtei St. Nabor eine Kapelle für eine Marienstatue erbaut und Maria, Hilfe der Christen gewidmet, die „Walmer Kapelle“. Aufgrund vieler Berichte von Wundern auf dem Gelände wurde die Kapelle ein beliebter Wallfahrtsort. Sie wurde Ende des 17. Jahrhunderts durch ein größeres Gebäude ersetzt, das die Benediktiner vermutlich nach den Plänen von Vauban errichteten. Bei der Zerstörung der Kapelle im Jahre 1793 im Rahmen der französischen Revolution wurde die Statue versteckt. Ab 1804 wurde die Kapelle wieder aufgebaut und die Pilgerfahrt wieder aufgenommen.
Der Bau einer neuen Kapelle in Verlängerung der bestehenden wurde Ende 1889 von Pater Georges-Auguste Lemire initiiert. Dieser große Anbau, im Volksmund „Die Walmerkapelle“ genannt, umfasst neben dem nach Osten gerichteten Chor ein Querschiff und ein Langhaus mit drei Jochen. Über der Vierung wurde ein kleiner Glockenturm mit zwei Glocken errichtet. Mehr als 5000 Gläubige nahmen am 11. Oktober 1890 an der Einweihungszeremonie der Kapelle durch Bischof Franz Ludwig Fleck, Bischof von Metz, teil. Ab 1896 wurde die Kirche noch fertiggestellt und erhielt ihr heutiges Aussehen mit der Vierungskuppel. Die Kirchweihe fand am 7. Oktober 1902 statt. Die Marienwallfahrt wurde immer bedeutender, worauf die Kirche durch Papst Pius XI. am 31. August 1932 in den Rang einer Basilica minor erhoben wurde. Während des Zweiten Weltkrieges wurde die Kuppel schwer beschädigt und anschließend wiederhergestellt. 1946 wurde der älteste Turm der Basilika mit der Statue des Engels, den sie trug, abgerissen.

## Architektur

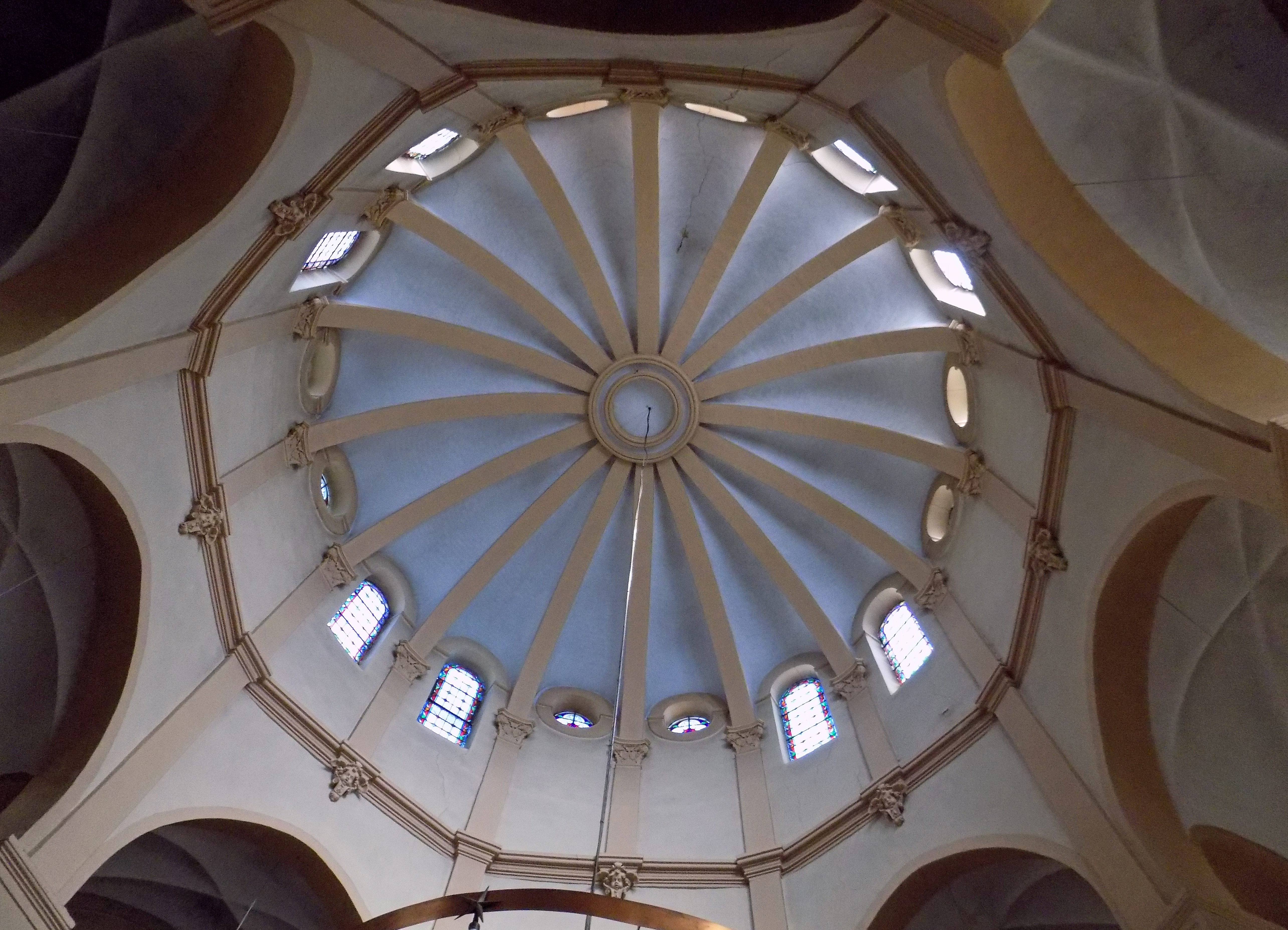
Innenansicht der Kuppel

Die neuromanische Basilika steht auf einem weitläufigen Hang. Die Länge des Gebäudes beträgt 45 Meter, während das Lothringerkreuz der Kuppel sich mehr als 33 Meter über den Boden des Kirchenschiffs erhebt.
Seit September 1898 ist in der Nische der Westfassade eine der Jungfrau Maria geweihte Barockstatue angebracht. Sie wurde vom Bildhauer Pierre-François Le Roy (1739–1812) aus Namur als Symbolisierung der Hoffnung geschaffen und stammt aus dem alten, von Jacques-François Blondel entworfenen klassizistischen Portal der Kathedrale von Metz. Die Statue des Glaubens, die sie begleitete, fand über dem Portal der ehemaligen Abteikirche Saint-Nabor Platz.
Das Zentrum der Kirche bildet die prächtige Kuppel im Stil der Neorenaissance und wird von einer modernen Laterne überragt. Diese Kuppel ruht auf einem achteckigen Tambour mit sechzehn Fenstern, dessen Nord- und Südflächen von dreieckigen Giebeln überragt werden und damit ein Querschiffs andeuten. Getragen wird die Struktur von acht massiven zylindrischen Säulen, die von strengen Zisterzienser-Kapitellen überragt werden. Auf halber Höhe sind sie mit den Wappen von Saint-Avold und weiteren Moselstädten geschmückt.
Außerhalb der Kirche befinden sich eine Lourdesgrotte und das Grabmal von Lemire.

## Ausstattung
Durch ihre Baugeschichte besitzt die Kirche zwei Chöre: den Hauptchor unter der Kuppel und den ursprünglichen Chor um den Marienaltar, hinter dem sich die Statue von Maria, Hilfe der Christen befindet. Sie dominiert das Kirchenschiff, geschützt unter einem eleganten Baldachin. Sie stammt vom Hochaltar, der in den 1960er Jahren entfernt wurde.
Die Glasfenster des achteckigen Chores stammen aus der Werkstatt von Franz Xaver Zettler in München. Thema ist die Einladung, zu Maria zu beten. Die Glasfenster des Urchors und des Kirchenschiffs sind das Werk der Höhner-Werkstätten in Nancy.
In der 1950 zugänglich gemachten Krypta befindet sich eine von Helmuth Muller (1910–1989) geschnitzte Pietà.